# Восточная нефтяная компания
Восточная нефтяная компания — бывшая российская нефтяная компания, существовавшая в 1994—2003 годы. С 1997 по 1999 годы был осуществлён процесс её интеграции в ЮКОС. 

## Появление и приватизация
Восточная нефтяная компания (ВНК) была образована постановлением Правительства от 20 мая 1994 года. В состав компании из государственной «Роснефти» были выделены «Томскнефть», Ачинский НПЗ, Томский НХК и сбытовые предприятия. В 1995-96 году к ним добавились менее значимые активы в том же районе. Тогда же компания продала группе «Нипек» Кахи Бендукидзе Томский НХК.
Контрольный пакет акций ВНК в 1997 году был консолидирован нефтяной компанией «ЮКОС», купившей на аукционе 45 % акций за 4,8 трлн рублей.

## Деятельность, поглощение «ЮКОСом»
В 1997 году ЮКОС консолидировал контрольный пакет акций компании. В 1999 году компания добыла более 10 млн тонн и переработала около 6 млн тонн нефти, в этом году ЮКОС интегрировал её в свою систему управления, увеличив собственную годовую добычу почти на треть. В 2002 году были выкуплены акции у миноритарных акционеров, доля владения ЮКОСа дошла до 90%, а в 2003 компания была присоединена к ЮКОСу окончательно и ликвидирована в качестве отдельного юридического лица.

## Руководители
- 1994 — 1998 Леонид Филимонов (президент), Владимир Шафтельский (вице-президент по производству);[3]
- 1999 — 2003 Виктор Машуков[4].

## Люди, связанные с компанией
- Хаким Хасанович Гумерский, вице-президент и глава представительства Восточной нефтяной компании в Вене, позднее — в Москве (1996—1997).